# L'Heureux Stratagème
L’Heureux Stratagème est une comédie en trois actes et en prose de Marivaux créée pour la première fois le 6 juin 1733 par les Comédiens italiens.
Le sujet de L’Heureux Stratagème n’est pas original et avait déjà été portée maintes fois sur la scène, et elle y fut portée maintes fois depuis : de façon métaphorique, c’est l’histoire du chien du jardinier qui ne mange pas les fruits qu’il a à sa portée, mais ne veut pas non plus qu’un autre les mange, intrigue autour de laquelle Lope de Vega a construit son Chien du jardinier. Ainsi, dans la pièce de Marivaux, la Comtesse délaisse Dorante qui ne demande qu'à être aimé. Elle préfère séduire un Chevalier gascon pour lequel elle n'a au fond que du mépris, afin de le soutirer à la Marquise. Cette dernière ourdit un heureux stratagème, où Dorante semble être devenu son soupirant, ce qui pousse la Comtesse à désirer de nouveau cet amour qui semble lui échapper.

## Réception
Le public et les critiques du temps, qui avaient mal reçu Les Serments indiscrets, donnèrent un accueil très favorable à L'Heureux Stratagème.

## Personnages
- La Comtesse.
- La Marquise.
- Lisette, fille de Blaise.
- Dorante, amant de la comtesse.
- Le Chevalier Damis, amant de la marquise.
- Blaise, paysan.
- Frontin, valet du chevalier.
- Arlequin, valet de Dorante.
- Un laquais.

## L’intrigue
La comtesse porte à Dorante des sentiments qui ne sont pas payés de retour. Lorsque survient un chevalier gascon, son bavardage de fat amuse la comtesse. Se voyant désormais négligé, Dorante s’en plaint, mais la comtesse ne fait que l’en railler. Il se tourne alors vers la marquise. Lorsque la comtesse lui écrit pour le rappeler, il refuse de revenir. La comtesse est alors au désespoir. Le Gascon lui devient odieux, mais Dorante est tout entier à son nouvel amour. On a même dressé un contrat de mariage, qu’on invite la comtesse à signer comme témoin. Elle signe, la mort dans l’âme. Dorante se jette alors à ses pieds, et lui apprend qu’il n’aime pas la marquise, et que le contrat qu’elle vient de signer est son propre contrat de mariage, à elle, avec celui qui n’a jamais cessé de l’aimer.

## Source
- Jean Fleury, Marivaux et le marivaudage, Paris, Plon, 1881, p. 135-6.